# Longitud de enlace
En geometría molecular, la longitud de enlace o distancia de enlace es la distancia media en el tiempo entre los núcleos de dos átomos unidos mediante un enlace químico en una molécula.

## Explicación
La longitud de enlace se relaciona inversamente con el orden de enlace, y crece con los radios de los átomos que se enlazan.
Cuanto mayor es el orden de enlace entre dos átomos determinados, menores serán las longitudes de enlaces que ellos forman.
|                          | C-C (simple) | C=C (doble) | C≡C (triple) |
| ------------------------ | ------------ | ----------- | ------------ |
| Orden de enlace          | 1            | 2           | 3            |
| Distancia de enlace (pm) | 154          | 134         | 120          |

En cuanto al otro factor, la longitud del enlace es aproximadamente igual a la suma de los radios covalentes de los átomos participantes en ese enlace. Si los átomos que se unen tienen radios grandes, la distancia de enlace también lo será. 
La longitud de enlace también se relaciona inversamente con la fuerza de enlace y con la energía de disociación de enlace, dado que un enlace más fuerte también es un enlace más corto. En un enlace entre dos átomos idénticos, la mitad de la distancia de enlace es igual al radio covalente.
Las longitudes de enlace se miden en las moléculas por medio de la difracción de rayos X. El enlace entre dos átomos es distinto de una molécula a otra. Por ejemplo, el enlace carbono-hidrógeno en el metano es diferente a aquel en el cloruro de metilo. Sin embargo, es posible hacer generalizaciones cuando la estructura general es la misma.
Todos sus enlaces carbono-carbono tienen la misma longitud —139 pm— intermedia entre los enlaces sencillos típicos (154 pm) y los enlaces dobles (134 pm). Todos los ángulos del enlace C-C-C son de 120°.

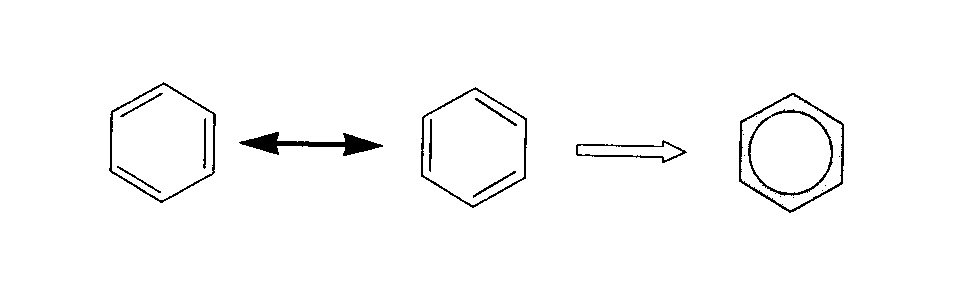
resonancia benceno

## Longitudes de enlace del carbono con otros elementos
A continuación se muestra una tabla con longitudes de enlace simple entre carbono y otro elemento. Las longitudes de enlace están dadas en picómetros. Por aproximación, las distancias de enlace entre dos átomos diferentes es la suma de los radios covalentes individuales.
| H                                                                        | 106 - 112 |
| Be                                                                       | 193       |
| Mg                                                                       | 207       |
| B                                                                        | 156       |
| Al                                                                       | 224       |
| In                                                                       | 216       |
| C                                                                        | 154 - 120 |
| Si                                                                       | 186       |
| Sn                                                                       | 214       |
| Pb                                                                       | 229       |
| N                                                                        | 147 - 210 |
| P                                                                        | 187       |
| As                                                                       | 198       |
| Sb                                                                       | 220       |
| Bi                                                                       | 230       |
| O                                                                        | 143 - 215 |
| S                                                                        | 181 - 255 |
| Cr                                                                       | 192       |
| Se                                                                       | 198 - 271 |
| Te                                                                       | 205       |
| Mo                                                                       | 208       |
| W                                                                        | 206       |
| F                                                                        | 134       |
| Cl                                                                       | 176       |
| Br                                                                       | 193       |
| I                                                                        | 213       |
| Tabla 1. Distancias de enlace de carbono a otros elementos en picómetros |           |

## Longitudes de enlace en compuestos orgánicos
La longitud de enlace real entre dos átomos en una molécula depende de factores tales como la hibridación de orbitales y la naturaleza electrónica y estérica de los sustituyentes. La longitud de enlace carbono-carbono en el diamante es de 154 pm, que es la mayor longitud de enlace que existe para los enlaces covalentes ordinarios de carbono.
Excepcionalmente pueden existir longitudes de enlace mayores. En uno, el triciclobutabenceno, se registró una longitud de enlace de 160 pm. El récord actual lo tiene otro ciclobutabenceno, con 174 pm, basado en difracción de rayos X. En este tipo de compuestos, el anillo de ciclobutano forzaría ángulo de enlace de 90° en los átomos de carbono conectados al anillo bencénico donde ellos tienen ángulos de enlace ordinarios de 90°.
La existencia de longitudes de enlace C-C muy largas de hasta 290 pm se propone para el dímero de dos dianiones tetracianoetileno, aunque esto corresponde a un enlace de 2-electrones-4-centros. Este tipo de enlace también ha sido observado en dímeros del fenaleno neutro. Las longitudes de enlace de estos enlaces pancake llegan hasta los 305 pm.
También es posible tener distancias de enlace carbono-carbono más cortas que el promedio, los alquenos y alquinos tienen longitudes de enlace de 133 y 120 pm, respectivamente, debido a un mayor carácter s del enlace sigma. En el benceno, todos los enlaces tienen la misma longitud: 139 pm. En enlaces simples carbono-carbono, hay un notable incremento en el carácter s en el enlace central del diacetileno (137 pm) y el de cierto dímero de tetraedrano (144 pm).
En el propionitrilo, el grupo ciano jala densidad electrónica, resultando en una longitud de enlace reducida (144 pm). La reducción de un enlace CC también es posible por aplicación de impedimento estérico. El compuesto orgánico In-metilciclofano muestra una distancia de enlace muy corta de 147 pm para el group metilo aplastado entre un grupo tripticeno y un grupo fenilo. En un experimento in silico, se estimó la distancia de enlace para el neopentano atrapado en fulereno de 136 pm. La menor distancia de enlace obtenida para un enlace simple carbono-carbono en este estudio es de 132 pm para una molécula hipotética similar al adamantano.
| Longitudes de enlace en compuestos orgánicos comunes | Longitudes de enlace en compuestos orgánicos comunes | Longitudes de enlace en compuestos orgánicos comunes | Longitudes de enlace en compuestos orgánicos comunes | Longitudes de enlace en compuestos orgánicos comunes | Longitudes de enlace en compuestos orgánicos comunes |
| C-H                                                  | longitud (pm)                                        | C-C                                                  | longitud (pm)                                        | Enlaces múltiples                                    | longitud (pm)                                        |
| ---------------------------------------------------- | ---------------------------------------------------- | ---------------------------------------------------- | ---------------------------------------------------- | ---------------------------------------------------- | ---------------------------------------------------- |
| sp3-H                                                | 110                                                  | sp3-sp3                                              | 154                                                  | Benceno                                              | 140                                                  |
| sp2-H                                                | 109                                                  | sp3-sp2                                              | 150                                                  | Alqueno                                              | 134                                                  |
| sp-H                                                 | 108                                                  | sp2-sp2                                              | 135                                                  | Alquino                                              | 120                                                  |
|                                                      |                                                      | sp3-sp                                               | 146                                                  | Aleno                                                | 130                                                  |
|                                                      |                                                      | sp2-sp                                               | 143                                                  |                                                      |                                                      |
|                                                      |                                                      | sp-sp                                                | 120                                                  |                                                      |                                                      |